# Министерство молодёжи и спорта Азербайджана
Министерство Молодежи и Спорта Азербайджанской Республики (азерб. Azərbaycan Respublikası Gənclər və İdman Nazirliyi) — центральный орган исполнительной власти, осуществляющий государственную политику и регулирование в области молодежи, физкультуры и спорта Азербайджана.

## История
До создания министерства действовал государственный комитет физической культуры и спорта. Комитет был упразднён 26 июля 1994 года. Вместо него было создано Министерство молодёжи и спорта.
Положение о Министерстве утверждено 18 апреля 2006 года.
Министерство было создано в ответ на потребность в развитии азербайджанской молодёжи, которая пострадала от нескольких лет Первой карабахской войны. Было подсчитано, что по крайней мере 30% азербайджанских беженцев и вынужденных переселенцев были молодые люди в возрасте до 25 лет.
В составе министерства были сформированы 14 комитетов для анализа того, как молодые люди относятся к таким темам, как религия, бизнес, образование, сельское хозяйство, здравоохранение, спорт, идеология, политика, развлечения.
Результаты уделения внимания правительства к спорту оказались незамедлительными. В 1995 году азербайджанские спортсмены завоевали 52 медали, в том числе 23 золотых[где?]. Наибольший успех был достигнут в таких видах спорта, как борьба, бокс, дзюдо и каратэ.
18 апреля 2001 года был ликвидирован Совет по иностранному туризму при Кабинете министров Азербайджана, и его функции были переданы Министерству по делам молодёжи и спорта, в результате чего министерство было преобразовано в Министерство молодёжи, спорта и туризма.
30 января 2006 года министерство было преобразовано в Министерство молодёжи и спорта. Функции регулирования туризма были переданы Министерству культуры, и оно было преобразовано в Министерство культуры и туризма.

## Структура
Министерство возглавляет министр и два заместителя министра.

### Обязанности Министерства
- регулирование соответствующей сферы деятельности
- осуществление государственных программ
- координация деятельности органов исполнительной власти и неправительственных организаций
- реализация международных соглашений, в которых участвует Азербайджан
- государственный контроль
- разработка перспективных планов развития
- обеспечение информированности населения
- разработка единой информационной системы
- обеспечение эффективного использования выделенных бюджетных средств
- подготовка кадров

Основными функциями Министерства являются:
- образование и обучение подрастающего поколения в соответствии с национальной стратегией развития молодёжи в социальной, экономической и культурной жизни страны
- воспитание молодёжи через призму общечеловеческих и национальных ценностей
- обеспечение социального, морального и здорового физического развития молодёжи
- преподавание и популяризация значения историко-культурного наследия Азербайджана среди молодёжи
- популяризация патриотических мероприятий по обеспечению лояльности к Родине
- сотрудничество с другими соответствующими государственными структурами для обеспечения увеличения рабочих мест для молодёжи
- содействие в реализации государственных программ по решению социальных проблем детских домов и детей из бедных семей, защита прав детей
- стимулирование создания молодёжных организаций по всей стране
- обеспечение сотрудничества молодёжных организаций со своими сверстниками за рубежом и их участие в международных конференциях
- реализация государственных программ в сфере физического воспитания молодёжи
- поощрение всех видов спорта в социальной жизни

Министерство также проводит ежегодный фестиваль творческих студентов, направленный на улучшение эстетического воспитания студентов, выявление творческой и талантливой молодёжи, и повышение её общественной поддержки.

## Министры
- Абульфас Гараев (26 июля 1994 — 30 января 2006)[7]
- Азад Рагимов (7 февраля 2006 — 30 апреля 2021)
- Фарид Гаибов (с 7 сентября 2021)

## Деятельность
Министерством совместно с Федерацией шахмат Азербайджана проводится ежегодный международный шахматный фестиваль «Баку Опен».
Министерством совместно с Федерацией каноэ и гребли Азербайджана на гребной базе Кюр в Мингечевире организуется и проводится международная регата по гребле «Кубок Президента». Регата проводится с 2007 года.

### 2024
С 29 февраля по 4 марта 2024 года министерством был организован и проведён международный ультрамарафон Ханкенди — Баку.

### 2025
Совместно с Федерацией зимних видов спорта Азербайджана организован Кубок мира по лыжному альпинизму, который проходит с 10 по 13 января 2025 года в Шахдаге. В соревновании принимают участие 26 стран.
С 19 по 20 апреля Министерством совместно с Федерацией ММА и грэпплинга Азербайджана в Говсане организован и проведён чемпионат Азербайджана по ММА. В соревновании приняли участие более 200 бойцов из 31 клуба. Чемпионат проведён в дисциплинах панкратион и грэпплинг.

## Форум молодежи
2 февраля 1996 года по инициативе Гейдар Алиева впервые был проведен форум молодежи Азербайджана. С 1997 года этот день начал отмечаться как День молодёжи Азербайджана. В 1999 году состоялся второй форум молодежи. Форумы азербайджанской молодежи также проводились в 2003, 2005 и 2008 годах.
- VI форум азербайджанской молодежи — 2011 год[17]
- VII форум молодежи — 2 июня 2014 года (Дворец Гейдара Алиева)
- VIII Форум азербайджанской молодежи — 16 ноября 2018 года (Бакинский конгресс-центр)[18]